# Lebbeus Woods

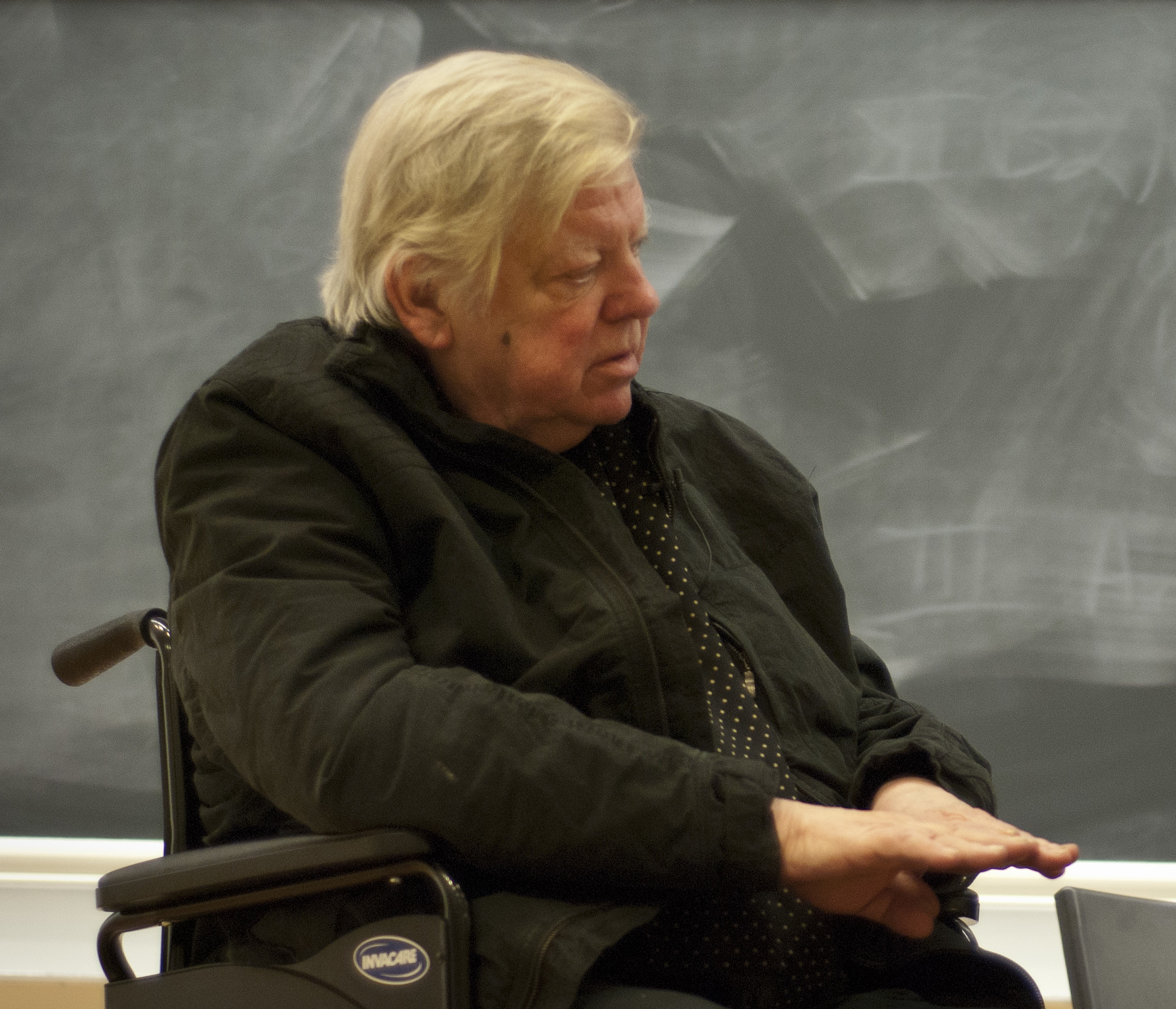
Lebbeus Woods, 2012

Lebbeus Bigelow Woods (* 31. Mai 1940 in Lansing, Michigan; † 30. Oktober 2012 in New York City, New York) war ein US-amerikanischer Künstler und Architekt.

## Leben
Er studierte Architektur an der University of Illinois und an der Purdue University. Nach seinem Studium arbeitete er in den Büros von Eero Saarinen, verlegte sich aber im Jahr 1976 ausschließlich auf experimentelle Projekte und Architekturtheorie.
Als Architekt entwarf Woods Gebäude in Chengdu, China und Havanna, Kuba. Im Jahr 1988 gründete Woods das Research Institute for Experimental Architecture (Forschungsinstitut für Experimentelle Architektur), eine gemeinnützige Institution zur Förderung der experimentellen Architektur.
Lebbeus Woods lehrte als Professor für Architektur an der Cooper Union in New York.

## Einflüsse auf zeitgenössische Medien
Woods hat die Sets einer alternativen Version von Alien 3 (Regisseur: Vincent Ward) und 12 Monkeys beeinflusst.
Im Sommer 1990 wurde Woods als Konzeptkünstler für den Film Alien 3 beauftragt und entwarf verschiedene Skizzen für mögliche Alienkolonien. Der Film wurde unter Vincent Ward allerdings nie realisiert, wodurch auch Woods Entwürfe nicht übernommen wurden. Die endgültige Alien 3 Verfilmung wurde schließlich ohne Woods Entwürfe von David Fincher übernommen.
Da sich Terry Gilliam, Produzent des Films 12 Monkeys, von Woods Zeichnung „Neomechanical Tower (Upper) Chamber“ (1987) hat inspirieren lassen und das Design für den Verhörraum nahezu unverändert übernommen hat, verklagte Woods Universal Studios wegen des Diebstahls seines Designs. Das Gericht befand das Design für nahezu identisch und veranlasste Universal kurzerhand dazu, den Film vom Markt zu nehmen und sämtliche Szenen, die auf den Ideen von Woods basierten, aus dem Filmmaterial zu entfernen. Woods lenkte jedoch ein und erlaubte Universal eine weitere Distribution des Filmes, erhielt hierfür jedoch eine Entschädigung im sechsstelligen Bereich.

## Light Pavilion
Woods einzig realisiertes Projekt ist der Light Pavilion in Chengdu, China. Es handelt sich um eine Zusammenarbeit mit Christoph a. Kumpusch und dem Architekten Steven Holl, in dessen Gebäudekomplex, dem Sliced Porosity Block, der Light Pavilion über vier Stockwerke hinweg integriert ist. Woods beschreibt seine Architektur dabei als experimentell, sowohl gedanklich als auch gestalterisch. Die Form des Light Pavilion ist nicht geometrisch oder statisch, sondern dynamisch und unkonventionell, was die Besucher dazu animieren soll, die Treppen und Plattformen innerhalb des Komplexes zu erkunden. Auch widersetzt sich die Form des Light Pavilion der geometrischen Form des sie umgebenden Gebäudes. 
In den Abendstunden ist der Light Pavilion beleuchtet und je nach Jahreszeit, Monat, Tag oder Feiertag erstrahlt er in einer anderen Farbe. Woods selbst sagte dazu, dass er die Erfahrungen und Sehgewohnheiten der Gesellschaft erweitern wollte, denn „unsere schnelllebige Welt stellt immer wieder neue Anforderungen an uns, um Dinge zu verstehen und entsprechend zu handeln und fordert uns dazu auf, völlig neue Erfahrungsdimensionen wahrzunehmen“.

## Werke
- 2011: Lebbeus Woods: „OneFiveFour“
- 2006: Manuel de Landa, Anthony Vidler, Peter Noever and Lebbeus Woods – Lebbeus Woods: System Wien
- 2004: Anthony Vidler, Lebbeus Woods, and Paul Virilio – The Storm and the Fall
- 2004: Karsten Harries, Richard Armstrong, Tracy Myers and Lebbeus Woods – Lebbeus Woods: Experimental Architecture
- 2002: Lebbeus Woods and John Johansen – Nanoarchitecture: A New Species of Architecture
- 2001: Lebbeus Woods – Radical Reconstruction
- 2001: Lebbeus Woods – Earthquake! A Post-Biblical View
- 1996: Lebbeus Woods – Pamphlet Architecture 15: War and Architecture
- 1992: Lebbeus Woods – Anarchitecture Architecture Is a Political Act
- 1992: Lebbeus Woods – The New City
- 1990: Japan Architect – Lebbeus Woods Terra Nova by Japan Architect

## Ausstellungen
- 2014: Lebbeus Woods: ON-line., Museum für Architekturzeichnung, Berlin[9]